# Kauraka Kauraka
Kauraka Kauraka, né en 1951 sur l'île de Rarotonga et mort en 1997 à Manihiki, est un écrivain des Îles Cook.
Artiste complet et fin connaisseur de la culture maori, il fut à la fois anthropologue, poète, photographe, musicien, compositeur. Il publia de nombreux recueils de poésies en anglais et en maori, parmi lesquels celui intitulé Taku Akatauira: My Drawning Star est sans doute le plus internationalement connu et reconnu.

## Œuvres
- Taku Akatauira: My Drawning Star, IPS, USP, Suva, 1999.
- Manakonako: Reflections, IPS, USP, 1992.
- E au tuatua ta'ito no Manihiki, IPS, USP, Suva, 1987.
- Dreams of the Rainbow: Moemoea a te Anuanua, Mana Publications, Suva, 1987.
- Return to Hawaiki, IPS, USP, Suva, 1985